# Ömer Karabacak
Ömer Karabacak (* 12. September 1979 in Istanbul) ist ein ehemaliger türkischer Fußballspieler.

## Karriere

### Verein
Karabacak begann mit dem Vereinsfußball in der Nachwuchsabteilung von Fenerbahçe Istanbul. Gegen Ende der Saison 1998/88 wurde er vom Cheftrainer der Profimannschaft, von Joachim Löw, an den Trainingsmannschaft der Profis aufgenommen. In der Erstligabegegnung vom 23. Mai 1999 gegen İstanbulspor wurde Karabacak von Löw eingewechselt und gab damit sein Profidebüt. Im weiteren Saisonverlauf wurde Karabacak ein weiteres Mal eingesetzt. Während der Saison 1999/2000 gehörte er vollständig dem Profikader an und absolvierte zehn Ligaspiele. Nachdem er in den ersten Spieltagen der Saison 2000/01 nur zwei Einsätze absolviert hatte, wurde er für den Rest Saison an den Ligarivalen Erzurumspor. Hier konnte er sich nicht behaupten und kam zu lediglich zwei Ligaeinsätzen. 
Im Sommer 2001 verließ Karabacak Fenerbahçe und wechselte zum Ligarivalen Gençlerbirliği Ankara. Auch bei diesem Verein fristete er mit einem Ligaeinsatz bis zur nächsten Winterpause ein Reservistendasein und zog anschließend Zweitligisten Istanbul Büyükşehir Belediyespor weiter. Für den Betriebssportverein der Istanbuler Stadtverwaltung spielte er eineinhalb Spielzeiten lang und wechselte dann zum Istanbuler Drittligisten Sarıyer SK. Nachdem Karabacak in der Saison 2006/07 vereinslos geblieben war, wechselte zur Saison 2007/08 zu Tepecik Belediyespor. Bei diesem Verein beendete er seine Karriere.

### Nationalmannschaft
Karabacak absolvierte während seiner Zeit bei Fenerbahçe Istanbul zwei Einsätze für die türkische U-18-Nationalmannschaft.